# Без вины виноватые (фильм, 1916)
«Без вины виноватые» («Подзаборник») (1916) — немой художественный фильм Чеслава Сабинского по мотивам одноимённой пьесы Островского. Премьера фильма состоялась 7 июня 1916 года. Фильм не сохранился.
Сюжет пьесы был изменён, согласно журналу «Проектор»: «В первых двух частях показан история детства Незнамова. В остальных — действие развивается почти по пьесе». Рецензент также отметил, что «воспользовавшись лишь сюжетом, режиссёр дал как бы самостоятельную кино-пьесу», благодаря чему «достигнута „экранная“ сценичность действия». Постановку рецензент назвал удовлетворительной.